# Yemişcan
Yemişcan (armeniska: Yemishjan, Եմիշջան, ryska: Емишджан, armeniska: Yemishch’an, Եմիշճան) är en ort i Azerbajdzjan.   Den ligger i distriktet Xocavənd Rayonu, i den centrala delen av landet, 250 km väster om huvudstaden Baku. Yemişcan ligger 794 meter över havet och antalet invånare är 194.
Terrängen runt Yemişcan är kuperad. Runt Yemişcan är det ganska tätbefolkat, med 52 invånare per kvadratkilometer.. Närmaste större samhälle är Müşkapat, 7,2 km söder om Yemişcan. 
Trakten runt Yemişcan består till största delen av jordbruksmark.